# Liste der Kulturdenkmale in Schönbörnchen (Glauchau)
Die Liste der Kulturdenkmale in Schönbörnchen (Glauchau) enthält die in der amtlichen Denkmalliste des Landesamtes für Denkmalpflege Sachsen ausgewiesenen Kulturdenkmale im Glauchauer Ortsteil Schönbörnchen.

## Legende
- Bild: Bild des Kulturdenkmals, ggf. zusätzlich mit einem Link zu weiteren Fotos des Kulturdenkmals im Medienarchiv Wikimedia Commons. Wenn man auf das Kamerasymbol klickt, können Fotos zu Kulturdenkmalen aus dieser Liste hochgeladen werden:
- Bezeichnung: Denkmalgeschützte Objekte und ggf. Bauwerksname des Kulturdenkmals
- Lage: Straßenname und Hausnummer oder Flurstücknummer des Kulturdenkmals. Die Grundsortierung der Liste erfolgt nach dieser Adresse. Der Link (Karte) führt zu verschiedenen Kartendiensten mit der Position des Kulturdenkmals. Fehlt dieser Link, wurden die Koordinaten noch nicht eingetragen. Sind diese bekannt, können sie über ein Tool mit einer Kartenansicht einfach nachgetragen werden. In dieser Kartenansicht sind Kulturdenkmale ohne Koordinaten mit einem roten bzw. orangen Marker dargestellt und können durch Verschieben auf die richtige Position in der Karte mit Koordinaten versehen werden. Kulturdenkmale ohne Bild sind an einem blauen bzw. roten Marker erkennbar.
- Datierung: Baubeginn, Fertigstellung, Datum der Erstnennung oder grobe zeitliche Einordnung entsprechend des Eintrags in der sächsischen Denkmaldatenbank
- Beschreibung: Kurzcharakteristik des Kulturdenkmals entsprechend des Eintrags in der sächsischen Denkmaldatenbank, ggf. ergänzt durch die dort nur selten veröffentlichten Erfassungstexte oder zusätzliche Informationen
- ID: Vom Landesamt für Denkmalpflege Sachsen vergebene, das Kulturdenkmal eindeutig identifizierende Objekt-Nummer. Der Link führt zum PDF-Denkmaldokument des Landesamtes für Denkmalpflege Sachsen. Bei ehemaligen Kulturdenkmalen können die Objektnummern unbekannt sein und deshalb fehlen bzw. die Links von aus der Datenbank entfernten Objektnummern ins Leere führen. Ein ggf. vorhandenes Icon  führt zu den Angaben des Kulturdenkmals bei Wikidata.

## Schönbörnchen
| Bild                                    | Bezeichnung                                                                                          | Lage                                 | Datierung                 | Beschreibung | ID       |
| --------------------------------------- | --- | ------------------------------------ | ------------------------- | --- | -------- |
| Direkt Bild zu diesem Denkmal hochladen | Fünf (ehemals sechs) Mehrfamilienhäuser der Aue-Siedlung (Sachgesamtheitsteil, keine Einzeldenkmale) | Bayernweg 13; 14; 15; 17; 18 (Karte) | 1938–1944                 | Schlichte Putzbauten im Heimatstil der 1930er Jahre, ortsgeschichtlich von Bedeutung. Sachgesamtheitsbestandteil der Sachgesamtheit Aue-Siedlung: (siehe auch Sachgesamtheitsdokument unter OT Glauchau, Sachsenallee - Obj. 09241807) Teilweise noch in gutem Originalzustand | 09241852 |
| Direkt Bild zu diesem Denkmal hochladen | Wohnstallhaus, Seitengebäude (Torhaus), Scheune und Stallgebäude eines Vierseithofes                 | Schönbörnchener Weg 206 (Karte)      | um 1800                   | Baugeschichtlich und wirtschaftsgeschichtlich von Bedeutung, geschlossen erhaltene Hofanlage in Fachwerkbauweise, ortsbildprägend. Stall: massiv | 09241641 |
| Direkt Bild zu diesem Denkmal hochladen | Ehemaliges Wohnstallhaus, heute Stallgebäude                                                         | Schönbörnchener Weg 212 (Karte)      | um 1800                   | Baugeschichtlich von Bedeutung. Mehrere Bauveränderungen, Garagenanbauten und Anbauten. | 09241642 |
| Direkt Bild zu diesem Denkmal hochladen | Wohnstallhaus und Scheune eines Vierseithofes                                                        | Teichweg 18 (Karte)                  | um 1800                   | Baugeschichtlich und wirtschaftsgeschichtlich von Bedeutung, Fachwerkbauten. Erdgeschoss massiv, Garageneinbau und zu großes Fenster. | 09241643 |
| Direkt Bild zu diesem Denkmal hochladen | Wohnstallhaus eines Vierseithofes                                                                    | Teichweg 24 (Karte)                  | um 1700, später überformt | Baugeschichtlich von Bedeutung, mit Fachwerk-Obergeschoss teilweise in altertümlicher Konstruktion (Kopfstreben), straßenbildprägend. Teil des Hauses mit geblatteten Kopfbändern, restliches Haus um 1800 umgebaut, Erdgeschoss massiv und verändert.                         | 09241644 |